# Balacra herona
Balacra herona là một loài bướm đêm thuộc phân họ Arctiinae, họ Erebidae.